# الجمل (مسلسل)
الجمل مسلسل أنتج عام 1999م، تأليف أحمد حامد، أخراج خلدون المالح، وبطولة سلوم حداد، سلمى المصري.

## الممثلون
- سلوم حداد بدور الشمالي
- سلمى المصري بدور العزيزة
- رافي وهبي بدور ديب
- قيس الشيخ نجيب بدور فهد
- سحر فوزي بدور سليمة
- أدهم مرشد بدور عبد المولى
- حسام تحسين بيك بدور اسطنبولي
- جيهان عبد العظيم بدور ام بدر
- فايز أبو دان بدور رسمي افندي

قصة المسلسل تقوم العزيزة بمساعدة بتسميم الجمل الذي كان الشمالي سيذبح من اجل ابنه بدر ويموت بدر وتبدأ الأحداث.

## روابط خارجية
- الجمل على موقع قاعدة بيانات الأفلام العربية